# カナダ・フランス語

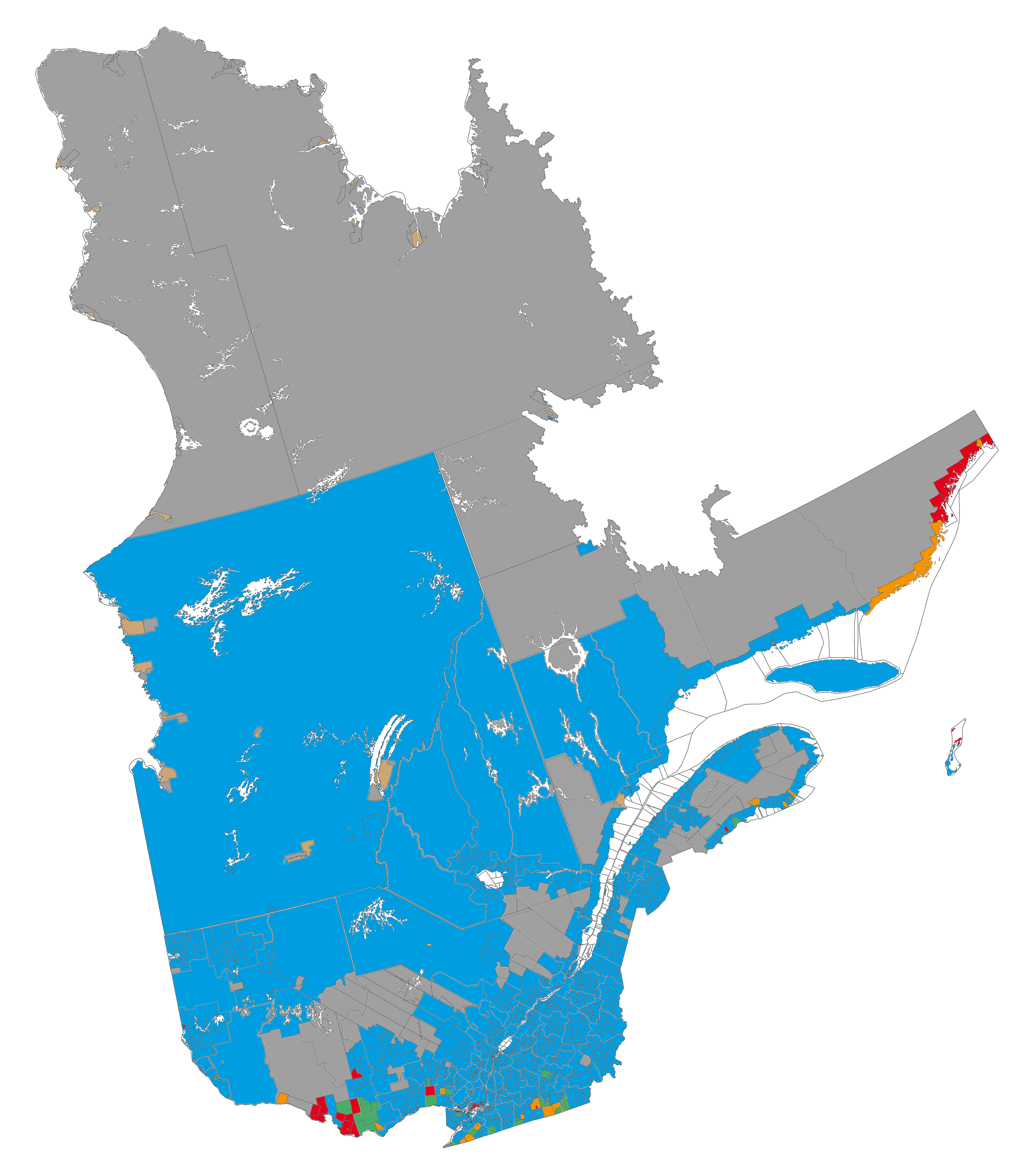
カナダ・ケベック州の言語地図（2006年）。フランス語（青）が英語（赤）に比べて圧倒的に多い。

17世紀のフランスからのヌヴェル・フランスへの移民はこうした地域からが多い

カナダ・フランス語（カナダ・フランスご、フランス語: Français canadien、英語: Canadian French）はフランス系カナダ人が故国のフランスからアメリカ新大陸のカナダとアメリカ合衆国へもたらして発展したフランス語方言である。方言はいくつかあるが、ケベック州で使われているケベック・フランス語がその代表的なものである。

## 概要
アメリカ新大陸の歴史上、フランスは「ヌヴェル・フランス」（新しいフランス）として、現在のカナダ東部のケベック州、およびアメリカ南部のルイジアナ州を中心とした広い地域に植民地を作り、多くのフランス人が移住した。その後、それぞれイギリス、スペインとの戦争に敗れて植民地を失ったが住民は残った。また、1960年代のケベックでは「静かなる革命」によるフランス語・フランス文化の復権が行われ、1969年には「カナダ公用語法」（The Official Languages Act = La Loi sur les langues officielles）により、英語とフランス語が公用語に指定された。また、1970年代は「ケベック解放戦線」による過激なケベック独立運動も行われた。
2011年の調査で、カナダ・フランス語の話者は730万人（全人口の22パーセント）で、さらに200万人が第二言語として使っている。全国的には英語と並んでカナダの公用語で、ケベック州では唯一の公用語で、ニューブランズウィック州とノースウエスト準州・ヌナブト準州・ユーコン準州では英語と並ぶ公用語になっている。マニトバ州とオンタリオ州のいくつかの箇所ではフランス語サービス法（French Language Services Act）によってフランス語が使われていたり、ケベック州に近かったり、ケベック人が多い所でも使われている。
カナダのニューブランズウィック州に接するアメリカ合衆国のメイン州アルーストック郡 で使われているニューイングランド・フランス語（New England French）は基本的にカナダ・フランス語とは特に大きな違いはなく、アメリカ合衆国南部ルイジアナ州のケイジャン・フランス語とルイジアナ・クレオール語とは一線を画す。

## 各種方言

### ケベック・フランス語
ケベック・フランス語はケベック州で使われている。似た方言がオンタリオ州、カナダ西部、アメリカのニューイングランドでも使われているが、これらはケベックフランス語よりも保守的である（昔のフランス語を保存している）。これらをまとめてローレンシャン・フランス語（Laurentian French）とする人たちもいる。フランス語の話者の大部分はケベック・フランス語を使う。

### アカディ・フランス語
アカディ・フランス語（Acadian French）は往時アカディアと呼ばれた沿海州 、ニューファンドランド・ラブラドール州、マドレーヌ諸島、コート・ノール地域で使われている。セントメリー・フランス語（St. Marys Bay French）もこれから派生している。　

### メティ・フランス語
メティ・フランス語（Métis French）はマニトバ州およびその他のカナダ西部で話されている。また、毛皮取り引きで来たヨーロッパン人とインディアンの母親の混血であるメティが使うフランス語で、クリー語にフランス語の名詞、数詞、冠詞、形容詞を混ぜてミチフ語という混合言語を発展させた。メティ・フランス語も、ミチフ語も、絶滅危惧言語（Language death）である。

### ブレヨン・フランス語
ブレヨン・フランス語（Brayon Frenchは）はケベック州ボース（Beauce, Quebec、サンジョルジュなど）とニューブランズウィック州エドモンストンの限られた場所に住むブレヨン人（Brayon）が使うフランス語で、アカディ・フランス語から派生しているが、形態論的にはケベック・フランス語であるという。

### ニューイングランド・フランス語
ニューイングランド・フランス語（New England French）はアメリカ合衆国のニューイングランドで使われているフランス語で、ケベック・フランス語に親しい。アメリカ・フランス語の三つの方言のひとつで、他の二つはルイジアナ州のケイジャン・フランス語とルイジアナ・クレオール語である。

## 参照項目
- フランス系カナダ人
- ケベック・フランス語
- アメリカ・フランス語 (American French)